# Ordos

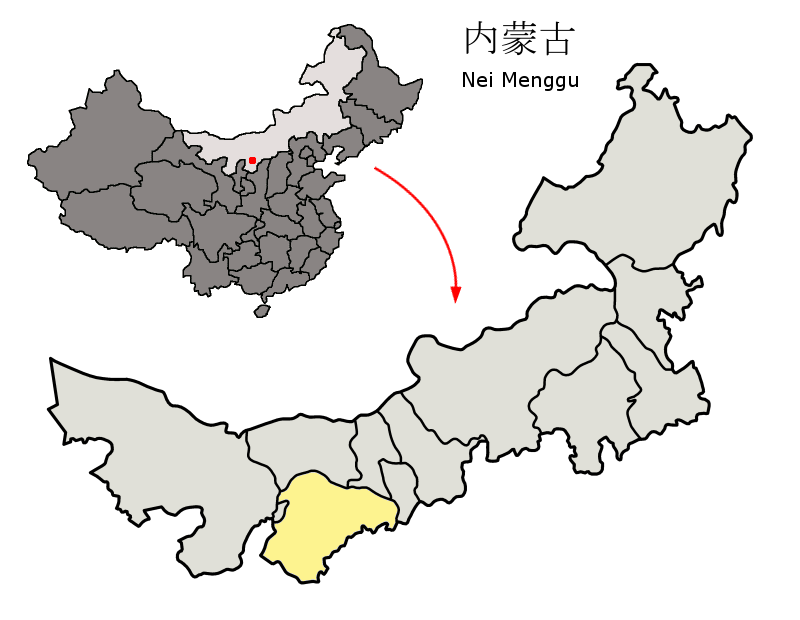
Território da cidade de Ordos (a amarelo).

Localização em vermelho da região que fica a cidade

Ordos (Língua mongol , Ordus; Língua chinesa 鄂尔多斯; Pinyin: È'ěrduōsī) é uma cidade com estatuto de prefeitura (Prefeitura com nível de cidade, divisão administrativa inferior a província ou região autónoma) localizada no sudoeste da Mongólia Interior (China). A Cidade de Ordos foi fundada em 26 de Fevereiro de 2001, no que antes era a liga de Ikh Juu (伊克昭盟 Yikezhao Meng).
O território da Cidade de Ordos tem uma área de 86,752 km² que cobre a maior parte do Deserto de Ordos. Faz fronteira com Hohhot a este, Baotou a nordeste, Bayan Nur a norte, com a liga Alxa a noroeste, Wuhai a oeste, Ningxia a sudoeste e com os territórios de Shaanxi e Shanxi a sul.
Geograficamente a cidade divide-se em quatro zonas: uma área de colinas a este, altas montanhas a oeste e no centro, desertos de areia a norte e a sul, e a planície da margem sul do Rio Amarelo. O sítio com maior elevação (2,149 m) situa-se a oeste; o ponto mais baixo (850 m) situa-se a este. As precipitações anuais são de 300-400 mm a este e de 190-350 mm a oeste, distribuídas principalmente pelo verão, entre Julho e Setembro.
Projetada e construída para abrigar uma população de mais de 1,3 milhão de habitantes, porém, por problemas decorrentes de financiamentos imobiliários, os moradores regionais preferiram outros centros urbanos ou permaneceram em suas residências rurais e somente 2% de suas construções foram comprados, tornando-se na maior "cidade fantasma" chinesa
Ordos é conhecida por seus projetos governamentais de larga escala empreendidos recentemente, incluindo com maior destaque o novo Distrito de Kangbashi, um distrito urbano planejado como um enorme shopping cívico com monumentos abundantes, instituições culturais e outras arquiteturas. Foi o local onde foi transmitida a final de Miss Mundo 2012. 

## Subdivisões administrativas

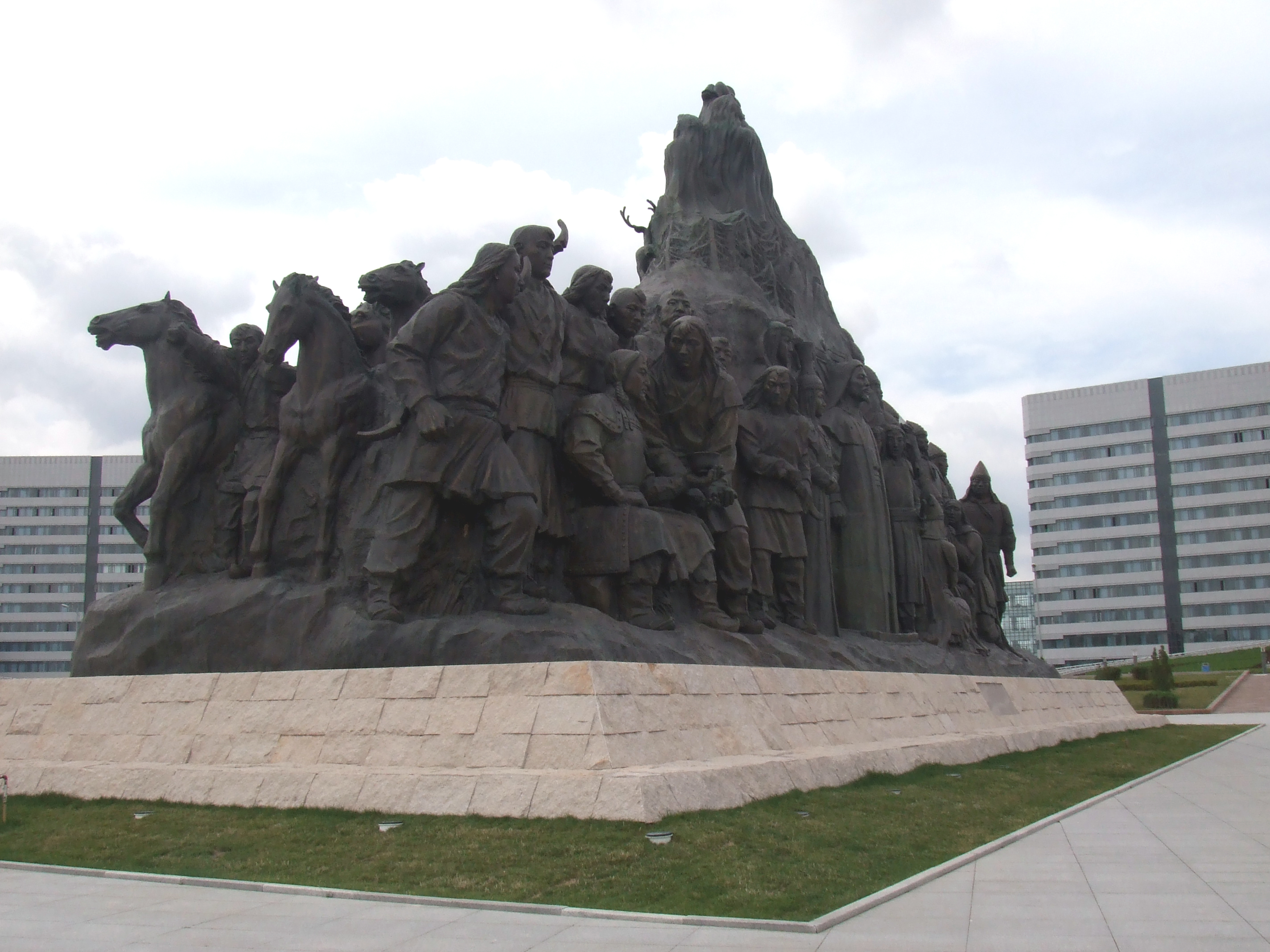
Escultura na Cidade de Ordos.

A cidade de Ordos divide-se num distrito:
- Dongsheng (东胜区), 2,137 km², 230,000 habitantes (2004), centro administrativo da cidade de Ordos;

- Dalat (达拉特旗), 8,192 km², 330,000 habitantes (2004), centro administrativo: Shulinzhao (树林召镇);
- Jung Gar (准格尔旗), 7,535 km², 270,000 habitantes (2004), centro administrativo: Xuejiawan (薛家湾镇);
- Otog Front (鄂托克前旗), 12,318 km², 70,000 habitantes (2004), centro administrativo: Oljoqi (敖勒召其镇);
- Otog (鄂托克旗), 20,064 km², 90.000 habitantes (2004), centro administrativo: Ulan (乌兰镇);
- Hanggin (杭锦旗), 18,903 km², 130,000 habitantes (2004), centro administrativo: Xin (锡尼镇);
- Uxen (乌审旗), 11,645 km², 100,000 habitantes (2004), centro administrativo: Galut (嘎鲁图镇);
- Ejin Horo (伊金霍洛旗), 5,958 km², 140,000 habitantes (2004), centro administrativo: Altan Xire (阿勒腾席热镇).

## Demografia
O censo de 2000 contou 1,369,766 habitantes, distribuídos etnicamente conforme o quadro indica:
| Grupo étnico | População | Percentagem |
| ------------ | --------- | ----------- |
| Povo Han     | 1,207,971 | 88.19%      |
| Mongóis      | 155,845   | 11.38%      |
| Manchu       | 2,905     | 0.21%       |
| Povo Hui     | 1,861     | 0.14%       |
| Tibetanos    | 1,023     | 0.07%       |

## População crescente
Quando foi recém-construída, as ruas do novo distrito de Kangbashi não tinham muita atividade, e o distrito era frequentemente descrito como uma "cidade fantasma" por vários meios de comunicação ocidentais. No entanto, em 2017, Kangbashi havia se tornado mais populoso, com uma população residente de 153.000 habitantes e cerca de um terço dos apartamentos ocupados. Em um artigo da Forbes, Wade Shepard observou que "dos 40.000 apartamentos construídos no novo distrito desde 2004, apenas 500 ainda estão no mercado. 

## Ligação externa
- website oficial